# 5513 Yukio
Az 5513 Yukio (ideiglenes jelöléssel 1988 WB) a Naprendszer kisbolygóövében található aszteroida. Kakei-Kizawa-Urata fedezte fel 1988. november 27-én.